# 파리매과
파리매과(라틴어: Asilidae)는 파리목의 과이다. 겹눈이 매우 크다. 모기, 파리, 바퀴벌레, 알락하늘소, 유리알락하늘소, 노랑알락하늘소, 멸구, 매미충, 나방, 선녀벌레, 큰이십팔점박이무당벌레, 잎벌레, 개미, 바퀴벌레, 꽃매미, 메뚜기, 풀무치, 귀매미, 귀뚜라미 등의 곤충들을 잡아 체액을 빨아먹는 육식성 곤충이다. 이름은 파리와 비슷하나 파리를 잡아먹는 천적이다. 그래서 농민들은 사람이나 농작물, 가로수에 피해를 주는 해충을 퇴치하기 위해 해충의 천적인 파리매 등을 이용하기도 한다.

## 사진

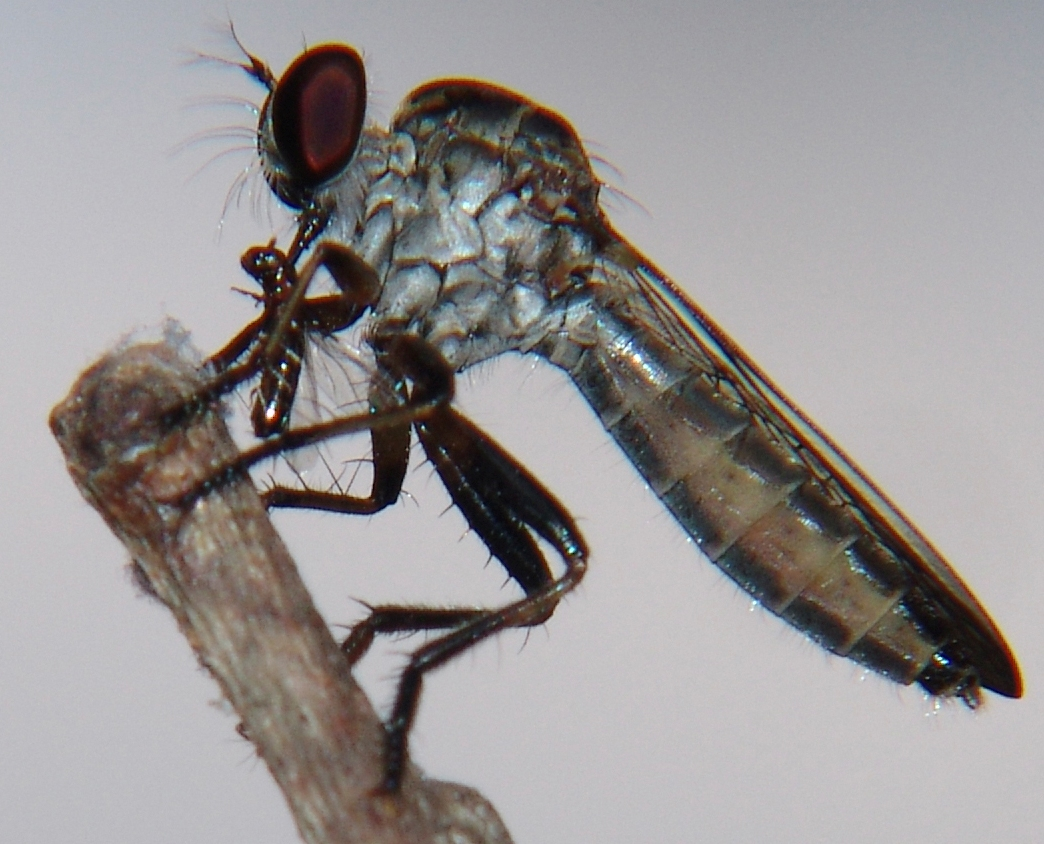
Robber fly
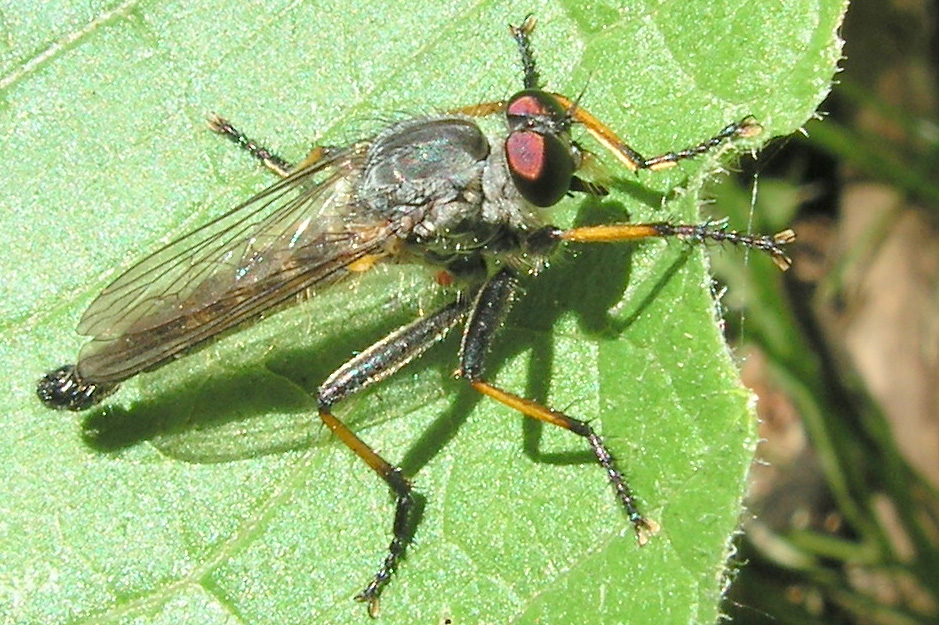
Neoitamus cyanurus
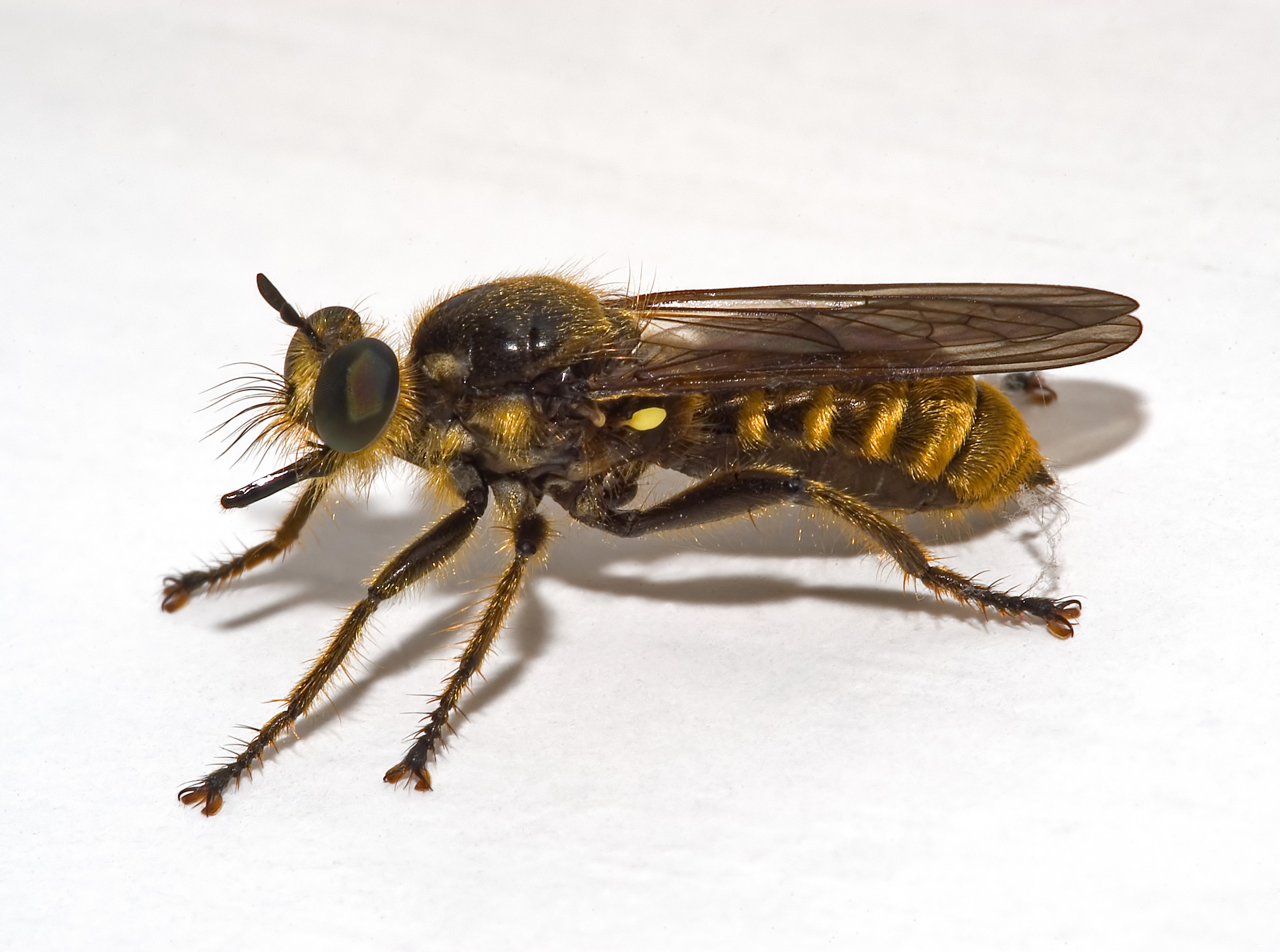
Choerades fimbriata
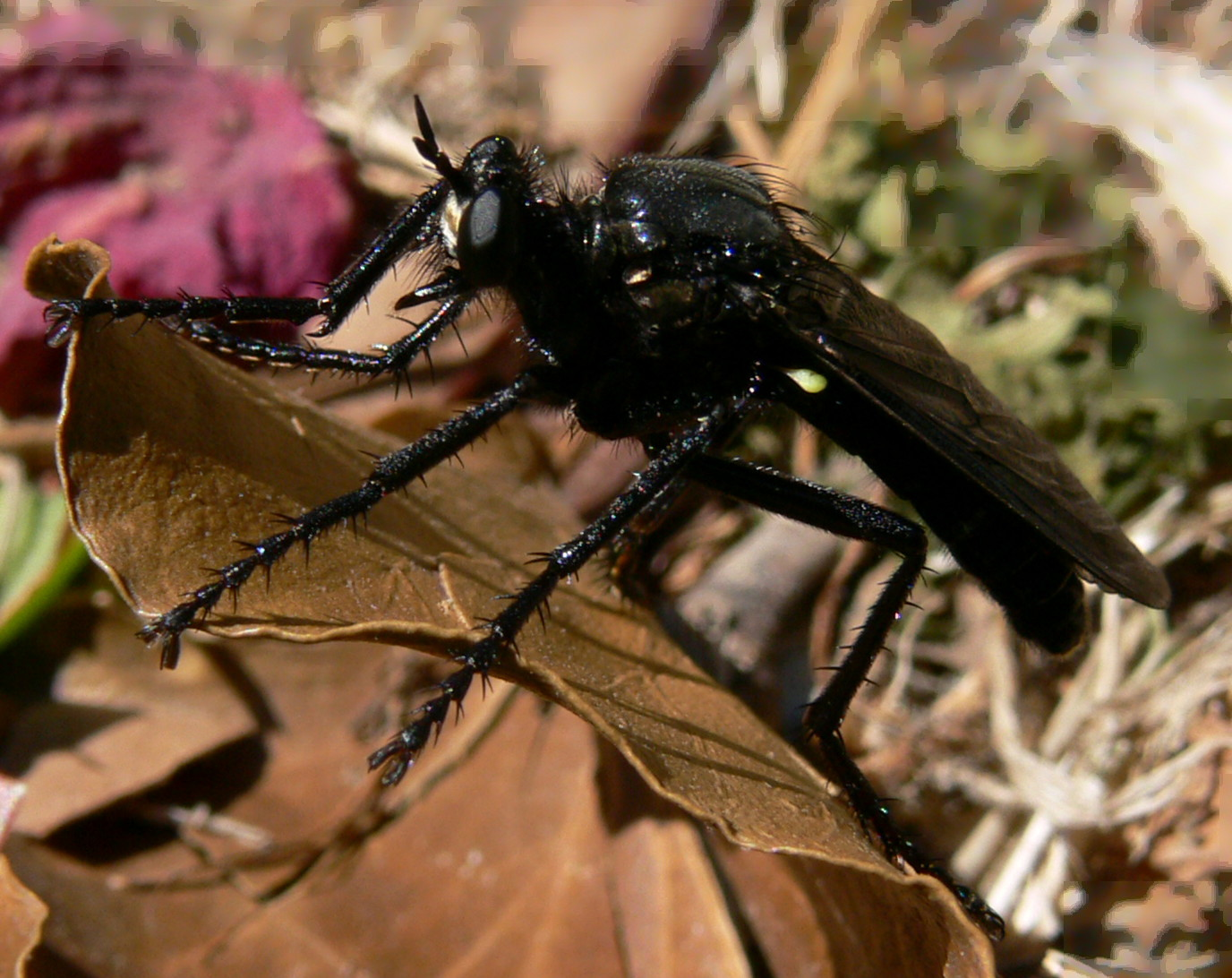
Dasypogon diadema